# Juan Dotras Vila
Juan Dotra Vila (1900-1978) fue un compositor y pianista español nacido en Barcelona.

## Carrera
Fue un autor prolífico y sus zarzuelas estaban muy influenciadas por las revistas musicales.
Su primer éxito fue la revista Kosmópolis (1928). Pero luego se inclinó por la zarzuela y en plena guerra civil española logró destacar con el mayor éxito de su carrera, Romanza húngara (1937), éxito que repitió al año siguiente con El ramo de la Fuensanta. Ambos títulos fueron muy populares y algunos de sus números se grabaron en discos de 78 rpm tras finalizar la guerra.
En 1939 estrenó El caballero del amor, casi más una opereta que una zarzuela, y en 1941 La chica topolino, sainete sobre las modas de comienzos de los 40´s.
En 1942 volvió a la zarzuela con Verónica, de género torero, a la que siguió Mambrú se va a la guerra (1945) y Aquella canción antigua (1952).

## Labor educativa
Desde 1942 fue profesor de piano de la escuela municipal de música de Barcelona, de la que fue subdirector a partir de 1969 hasta su muerte.